# Mont-Cauvaire

Mont-Cauvaire este o comună în departamentul Seine-Maritime, Franța. În 1 ianuarie 2022 avea o populație de 883 de locuitori.